# Tritea
Tritea (grec antic: Τριταία, llatí: Tritaea; gentilici Τριταιεύς, català triteu) era una ciutat d'Acaia, la més interior de les dotze ciutats dels aqueus. Estava situada a uns 120 estadis de Fares.
El 280 aC va ser una de les quatre ciutats que va encapçalar la reconstitució de la Lliga Aquea. Durant la guerra social (220 aC) va ser atacada pels etolis i els eleus. August va incorporar el seu territori a Patres, que va passar a ser una colònia romana després de la batalla d'Àctium.
Pausànies descriu algunes coses de la ciutat. Diu que abans d'entrar-hi hi havia un sepulcre de marbre blanc, amb unes pintures obra de Nícies. Hi ha una cadira d'ivori on seia una noia jove i guapa, i una serventa amb una ombrel·la es manté dreta al seu costat. Dret també, hi ha un jove encara sense barba, amb una túnica i una clàmide de color púrpura. Al costat, un servent amb javelines que porta gossos de caça. Pausànies diu que no va poder saber qui eren, però diu que hi havien enterrats un home i la seva esposa. A la ciutat hi havia un temple dedicat als dotze déus Olímpics, amb imatges d'argila, i que cada any se celebrava una gran festa, semblant a la que se celebra en altres llocs en honor de Dionís. Hi havia també un temple d'Atena, amb una imatge de pedra feta feia poc, perquè l'antiga la van prendre cap a Roma, segons deien els habitants de Tritea. També acostumaven a fer sacrificis a Ares i a Tritea, una filla de Tritó que s'havia unit a aquell déu. Recull la tradició que un fill d'aquesta noia va fundar la ciutat i li va posar el nom de la seva mare.
Agesarc de Tritea, un atleta olímpic que va guanyar en els quatre Jocs panhel·lènics a la 165a Olimpíada, (120 aC), havia nascut allà. Els seus conciutadans li van dedicar una estàtua a Olímpia. És probablement l'actual Kastritza, prop de la frontera de l'Arcàdia.